# Infiniti G37
O G37 é um automóvel de porte médio, fabricado pela nipo-americana Infiniti. Surgiu como atualização do G35 em 2007.